# Агроцибе цилиндрическая
Полёвка (агро́цибе) цилиндри́ческая (лат. Agrocybe cylindracea) — гриб семейства Строфариевые (Strophariaceae). 
Научные синонимы
- Agaricus cylindraceus  DC., 1815 basionym
- Pholiota cylindracea (DC.) Gillet, 1874
- Togaria cylindracea (DC.) Romagn., 1937
- Agrocybe aegerita и др.

## Описание

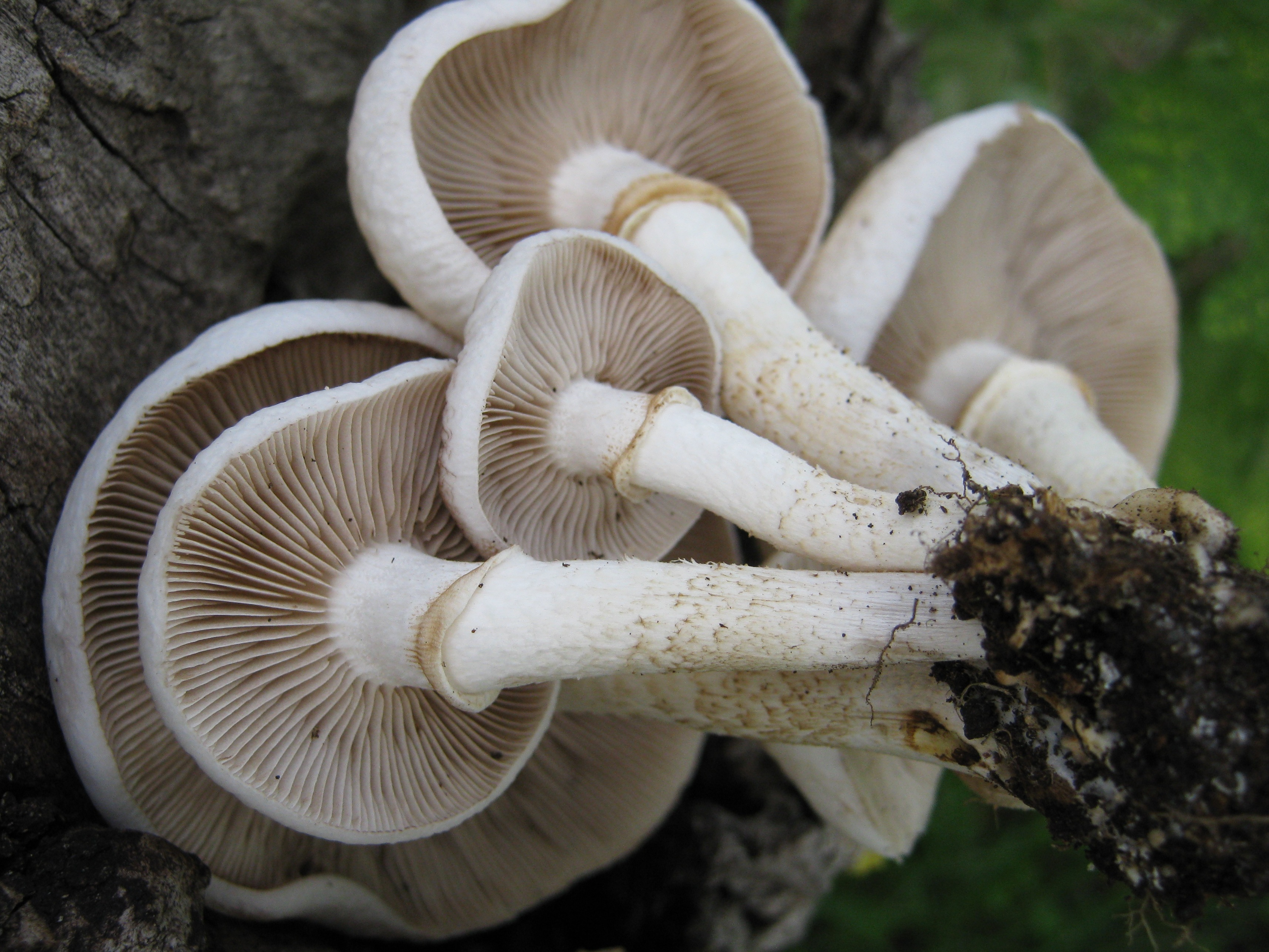

Плодовое тело шляпконожечное, центральное.
Шляпка 6—15 см, вначале полусферическая, затем от выпуклой до плоской, со слабовыраженным бугорком. Цвет белый, охристый, позднее — коричневатый. Кожица гладкая, сухая, шелковистая, покрывается сеточкой трещин.
Мякоть мясистая, белая или слегка буроватая, имеет запах вина или прогорклой муки, вкус мучной.
Ножка цилиндрическая, длиной 8—15 см, диаметром 1—3 см, шелковистая, выше кольца покрыта густым опушением.
Пластинки тонкие и широкие, узкоприросшие, в начале светлые, позже коричневые, с более светлым краем.
Остатки покрывала: кольцо хорошо развитое, белое, при созревании коричневое, прочное, расположено высоко; вольва отсутствует. Остатки покрывала могут быть заметны и на краю шляпки.
Споровый порошок глинисто-коричневый, споры 10×5,5 мкм, эллипсоидальные, пористые.

### Изменчивость
Цвет шляпки может быть тёмно-коричневым, ореховым, иногда с красноватым оттенком, у экземпляров, выросших в тени, — до грязно-белого. Пластинки при созревании меняют цвет от белого до желтоватого а затем до табачно-коричневого.

## Экология и распространение
Растёт на живых и отмерших лиственных деревьях, чаще всего на ивах и тополях, но встречается и на других — на берёзах, вязах, бузине и фруктовых деревьях. Плодоносит многочисленными группами. Широко распространён в субтропиках и на юге северной умеренной зоны, как на равнине, так и в горах. Замечено, что плодовые тела появляются снова на одном и том же месте примерно через месяц после сбора.
Сезон с весны до поздней осени.

## Сходные виды
- Колпак кольчатый (Rozites caperata) — съедобный гриб хорошего качества, растёт группами на почве, в подлеске лиственных и еловых лесов.

## Пищевые качества
Съедобный гриб, широко употребляется в пищу в Южной Европе, культивируется. Особенно популярен на юге Франции, где считается одним из лучших грибов и составляет часть средиземноморской кулинарной культуры. Его используют в соусах к свинине, колбасным изделиям, готовят с горячей кукурузной кашей. Годится для консервирования в масле, маринадов, сушки.

## Галерея

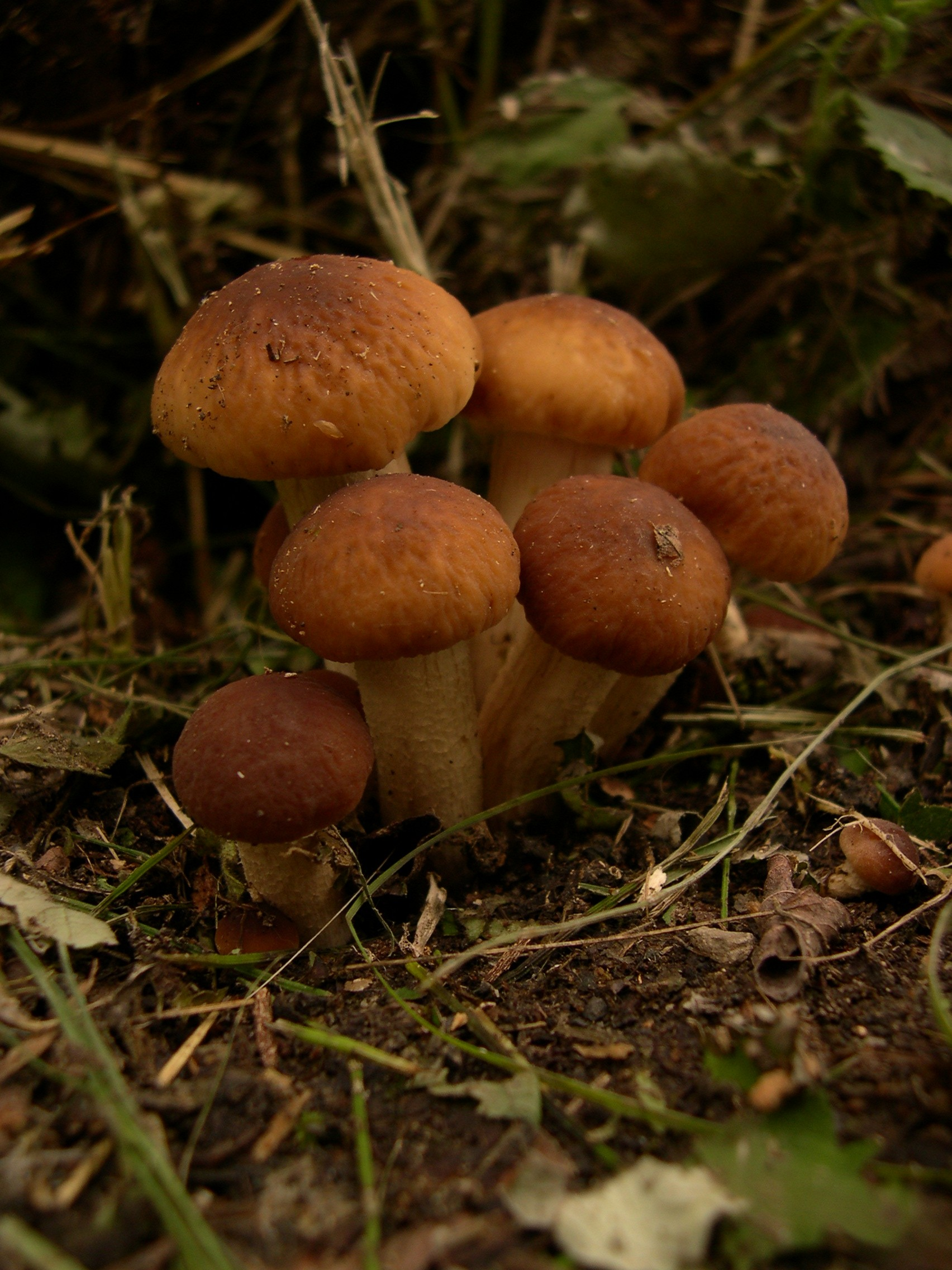
Молодые плодовые тела
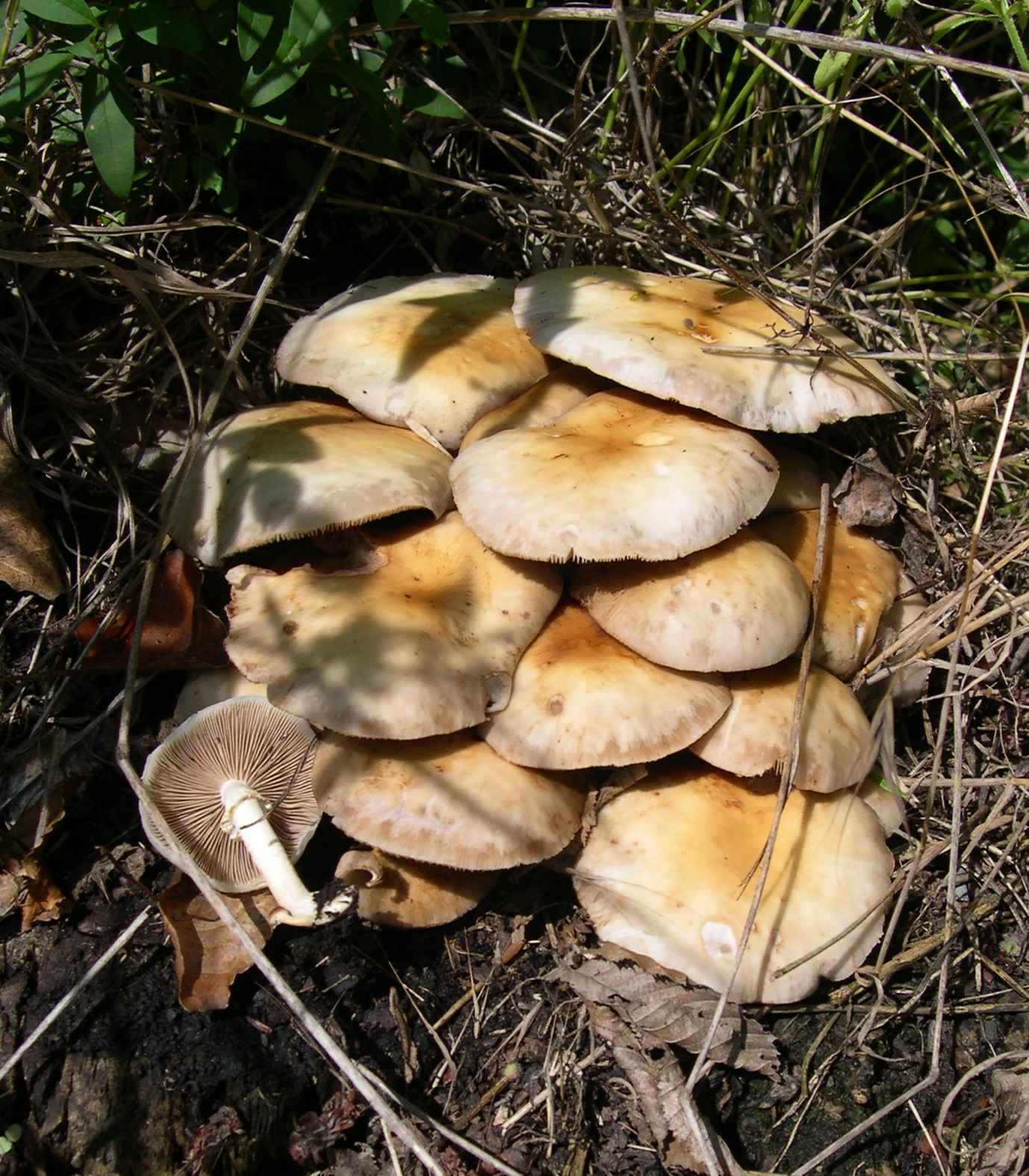
Зрелые плодовые тела
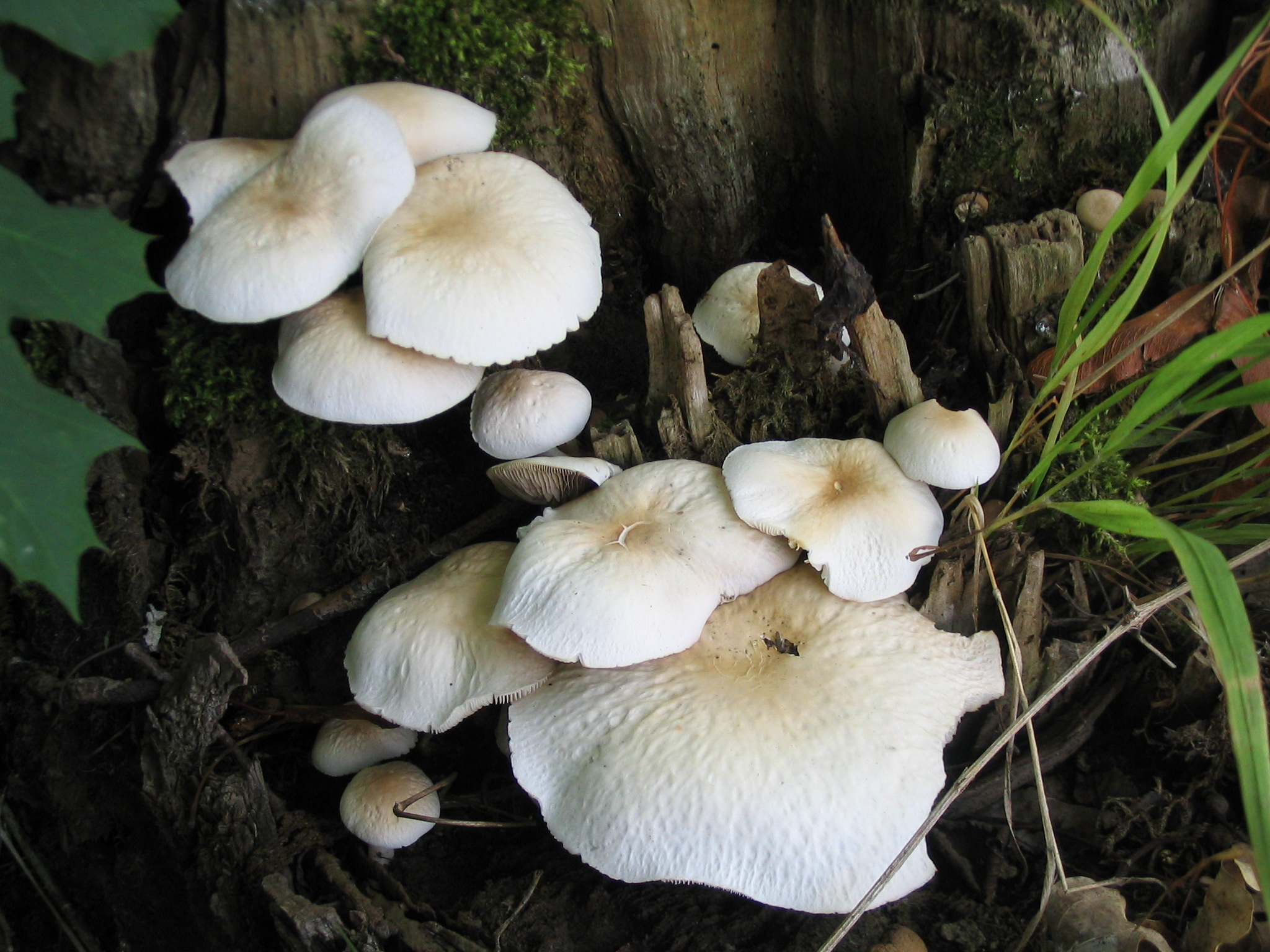
Светлая форма
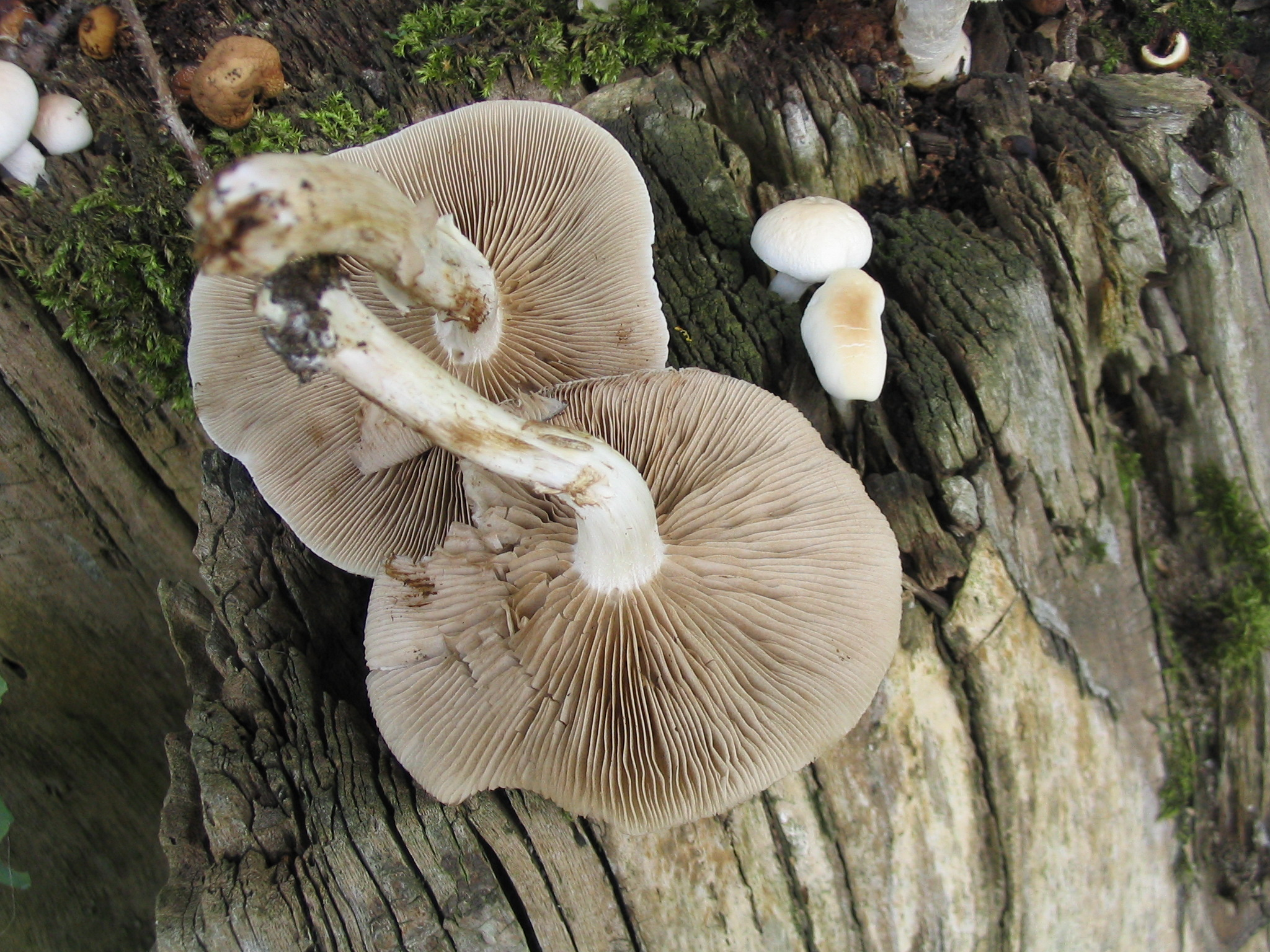
Ножка и пластинки
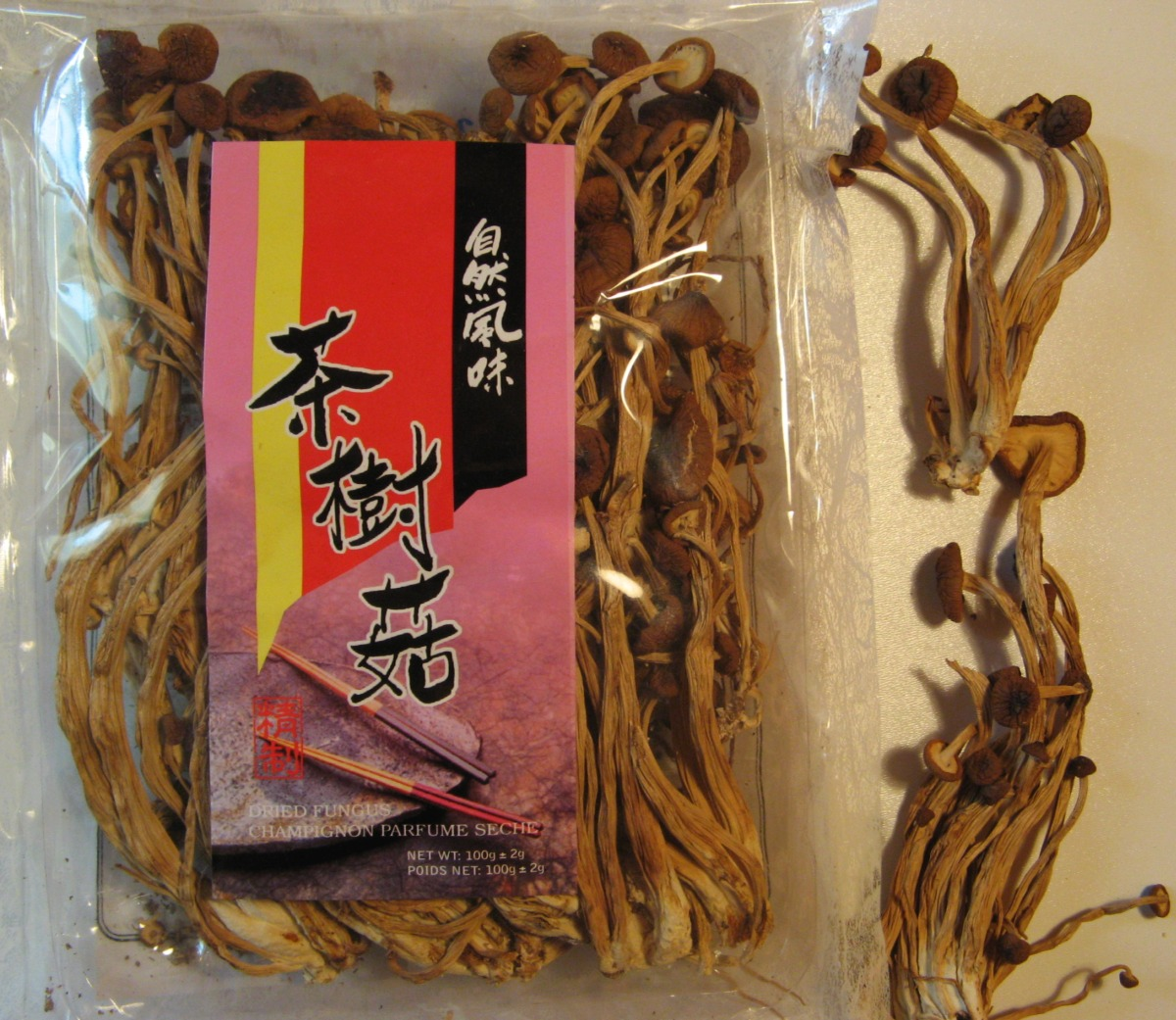
Сушёные культивированые грибы